# 索諾拉 (肯塔基州)
索諾拉（英語：Sonora）是一個位於美國肯塔基州哈丁縣的城市。

## 地方資料
根據2020年美國人口普查的數據，索諾拉的面積為3.53平方千米，當中陸地面積為3.51平方千米，而水域面積為0.02平方千米。當地共有人口565人，而人口密度為每平方千米160.06人。